# Campeonato Mundial de Halterofilismo de 2010 - Até 105 kg masculino
A categoria até 105 kg masculino foi um evento do Campeonato Mundial de Halterofilismo de 2010, disputado no Centro de Exposição de Antália, em Antália, na Turquia, entre 25 e 26 de setembro de 2010. 

## Calendário
Horário local (UTC+3)
| Dia            | Horário | Fase    |
| -------------- | ------- | ------- |
| 25 de setembro | 08:00   | Grupo D |
| 25 de setembro | 10:00   | Grupo C |
| 26 de setembro | 08:00   | Grupo B |
| 26 de setembro | 10:00   | Grupo A |

## Medalhistas
| Evento    | Ouro                | Ouro   | Prata                    | Prata  | Bronze                   | Bronze |
| --------- | ------------------- | ------ | ------------------------ | ------ | ------------------------ | ------ |
| Arranque  | Dmitry Klokov (RUS) | 192 kg | Vladimir Smorchkov (RUS) | 190 kg | Marcin Dołęga (POL)      | 188 kg |
| Arremesso | Marcin Dołęga (POL) | 227 kg | Dmitry Klokov (RUS)      | 223 kg | Bartłomiej Bonk (POL)    | 222 kg |
| Total     | Marcin Dołęga (POL) | 415 kg | Dmitry Klokov (RUS)      | 415 kg | Vladimir Smorchkov (RUS) | 410 kg |

## Recordes
Antes desta competição, o recorde mundial da prova era o seguinte:
| Recorde         | Tipo      | Atleta               | Peso   | Local  | Data                 |
| Recorde Mundial | Arranque  | Andrei Aramnau (BLR) | 200 kg | Pequim | 18 de agosto de 2008 |
| Recorde Mundial | Arremesso | Alan Tsagaev (BUL)   | 237 kg | Kiev   | 25 de abril de 2004  |
| Recorde Mundial | Total     | Andrei Aramnau (BLR) | 436 kg | Pequim | 18 de agosto de 2008 |

## Resultado
Os resultados foram os seguintes. 
| Pos.              | Atleta                      | Grupo | Peso   | Arranque (kg) | Arranque (kg) | Arranque (kg) | Arranque (kg)     | Arremesso (kg) | Arremesso (kg) | Arremesso (kg) | Arremesso (kg)    | Total |
| Pos.              | Atleta                      | Grupo | Peso   | 1             | 2             | 3             | Resultado         | 1              | 2              | 3              | Resultado         | Total |
| ----------------- | --------------------------- | ----- | ------ | ------------- | ------------- | ------------- | ----------------- | -------------- | -------------- | -------------- | ----------------- | ----- |
| Medalha de ouro   | Marcin Dołęga (POL)         | A     | 104.11 | 188           | 191           | 192           | Medalha de bronze | 218            | 227            | 238            | Medalha de ouro   | 415   |
| Medalha de prata  | Dmitry Klokov (RUS)         | A     | 104.43 | 185           | 190           | 192           | Medalha de ouro   | 218            | 223            | 227            | Medalha de prata  | 415   |
| Medalha de bronze | Vladimir Smorchkov (RUS)    | A     | 103.87 | 190           | 193           | 195           | Medalha de prata  | 215            | 220            | 225            | 5                 | 410   |
| 4                 | Bartłomiej Bonk (POL)       | A     | 102.77 | 180           | 180           | 185           | 6                 | 211            | 218            | 222            | Medalha de bronze | 402   |
| 5                 | Ivan Efremov (UZB)          | A     | 104.28 | 175           | 179           | 181           | 5                 | 210            | 217            | 221            | 4                 | 402   |
| 6                 | Sergey Istomin (KAZ)        | A     | 104.26 | 175           | 182           | 185           | 4                 | 210            | 215            | 220            | 7                 | 397   |
| 7                 | Artur Babayan (ARM)         | A     | 104.07 | 170           | 176           | 181           | 10                | 212            | 218            | 218            | 6                 | 394   |
| 8                 | Gia Machavariani (GEO)      | A     | 104.13 | 175           | 180           | 183           | 7                 | 210            | 215            | 215            | 10                | 390   |
| 9                 | Kim Hwa-seung (KOR)         | A     | 104.65 | 175           | 180           | 183           | 8                 | 210            | 210            | 217            | 12                | 390   |
| 10                | Martin Tešovič (SVK)        | B     | 104.48 | 175           | 180           | 180           | 14                | 205            | 211            | 212            | 8                 | 387   |
| 11                | Mykola Hordiychuk (UKR)     | B     | 103.99 | 175           | 175           | 180           | 12                | 205            | 210            | 211            | 9                 | 386   |
| 12                | Mikhail Audzeyeu (BLR)      | B     | 103.99 | 175           | 175           | 180           | 13                | 205            | 211            | 211            | 15                | 380   |
| 13                | Mohsen Beiranvand (IRI)     | B     | 104.95 | 173           | 176           | 178           | 11                | 203            | 203            | 203            | 16                | 379   |
| 14                | Mohammad Reza Barari (IRI)  | B     | 104.40 | 167           | 173           | 173           | 19                | 210            | 220            | 220            | 11                | 377   |
| 15                | Artūrs Plēsnieks (LAT)      | B     | 103.16 | 164           | 164           | 169           | 21                | 208            | 214            | 215            | 13                | 372   |
| 16                | Igor Vashanov (KAZ)         | B     | 98.81  | 165           | 170           | 175           | 17                | 195            | 200            | 205            | 19                | 370   |
| 17                | Lázaro López (CUB)          | B     | 104.91 | 163           | 163           | 168           | 18                | 202            | 202            | —              | 18                | 370   |
| 18                | Ferenc Gyurkovics (HUN)     | C     | 104.94 | 170           | 175           | 178           | 15                | 195            | 200            | 201            | 24                | 370   |
| 19                | Jorge Arroyo (ECU)          | B     | 99.43  | 172           | 177           | 177           | 16                | 195            | 200            | 202            | 22                | 367   |
| 20                | Teimuraz Gogia (GEO)        | C     | 101.33 | 160           | 165           | 168           | 20                | 190            | 195            | 198            | 23                | 360   |
| 21                | Ángel Daza (VEN)            | D     | 102.63 | 147           | 151           | 154           | 29                | 200            | 206            | 206            | 14                | 360   |
| 22                | René Horn (GER)             | C     | 99.80  | 150           | 155           | 159           | 27                | 196            | 202            | 205            | 17                | 357   |
| 23                | Anton Mazeika (BLR)         | C     | 104.35 | 155           | 158           | 158           | 25                | 190            | 195            | 199            | 21                | 357   |
| 24                | Casey Burgener (USA)        | C     | 103.30 | 155           | 162           | 167           | 22                | 182            | 189            | 194            | 29                | 351   |
| 25                | Iļja Meņšikovs (LAT)        | C     | 104.07 | 157           | 161           | 165           | 23                | 190            | 190            | 195            | 28                | 351   |
| 26                | Libor Wälzer (CZE)          | C     | 104.25 | 153           | 153           | 156           | 26                | 187            | 193            | 194            | 25                | 350   |
| 27                | Tomáš Matykiewicz (CZE)     | C     | 104.32 | 154           | 158           | 161           | 24                | 188            | 189            | 194            | 30                | 347   |
| 28                | José Familia (DOM)          | D     | 103.17 | 147           | 151           | 154           | 30                | 185            | 185            | 190            | 27                | 344   |
| 29                | Donny Shankle (USA)         | C     | 104.81 | 150           | 155           | 155           | 28                | 188            | 189            | 197            | 31                | 344   |
| 30                | Konstantinos Gkaripis (GRE) | D     | 98.06  | 145           | 150           | 154           | 31                | 185            | 190            | 190            | 26                | 340   |
| 31                | Tornike Kokaia (AZE)        | D     | 104.93 | 145           | 152           | 155           | 32                | 185            | 185            | 197            | 32                | 330   |
| 32                | Yang Chih-yu (TPE)          | D     | 104.50 | 135           | 140           | 145           | 36                | 175            | 182            | 187            | 33                | 322   |
| 33                | Liu Chen-chuan (TPE)        | D     | 104.97 | 135           | 142           | 147           | 33                | 180            | 180            | 190            | 35                | 322   |
| 34                | Federico Fiore (ITA)        | D     | 101.02 | 140           | 140           | 148           | 35                | 180            | 180            | 187            | 34                | 320   |
| 35                | V. A. Christopher (IND)     | D     | 99.00  | 135           | 140           | 140           | 34                | 175            | 175            | 179            | 36                | 319   |
| 36                | Alexandros Kouvakas (CAN)   | D     | 104.82 | 137           | 137           | 142           | 37                | 170            | 180            | 185            | 37                | 307   |
| —                 | Modestas Šimkus (LTU)       | B     | 104.71 | 177           | 183           | —             | 9                 | —              | —              | —              | —                 | —     |
| —                 | Alibay Samadov (AZE)        | C     | 101.07 | 160           | 160           | 160           | —                 | 200            | —              | —              | 20                | —     |
| —                 | Salwan Jassim (IRQ)         | D     | 98.82  | 153           | 158           | 158           | —                 | 190            | 195            | 201            | —                 | —     |
| DSQ               | Ruslan Ramazanow (TKM)      | C     | 100.85 | 160           | 160           | 165           | —                 | 190            | 196            | 200            | —                 | —     |